# Raïhorodok
Raïhorodok (ukrainien : Райгородо́к) est une commune de type urbain de l'est de l'Ukraine située dans l'oblast de Donetsk et le raïon de Sloviansk.

## Géographie

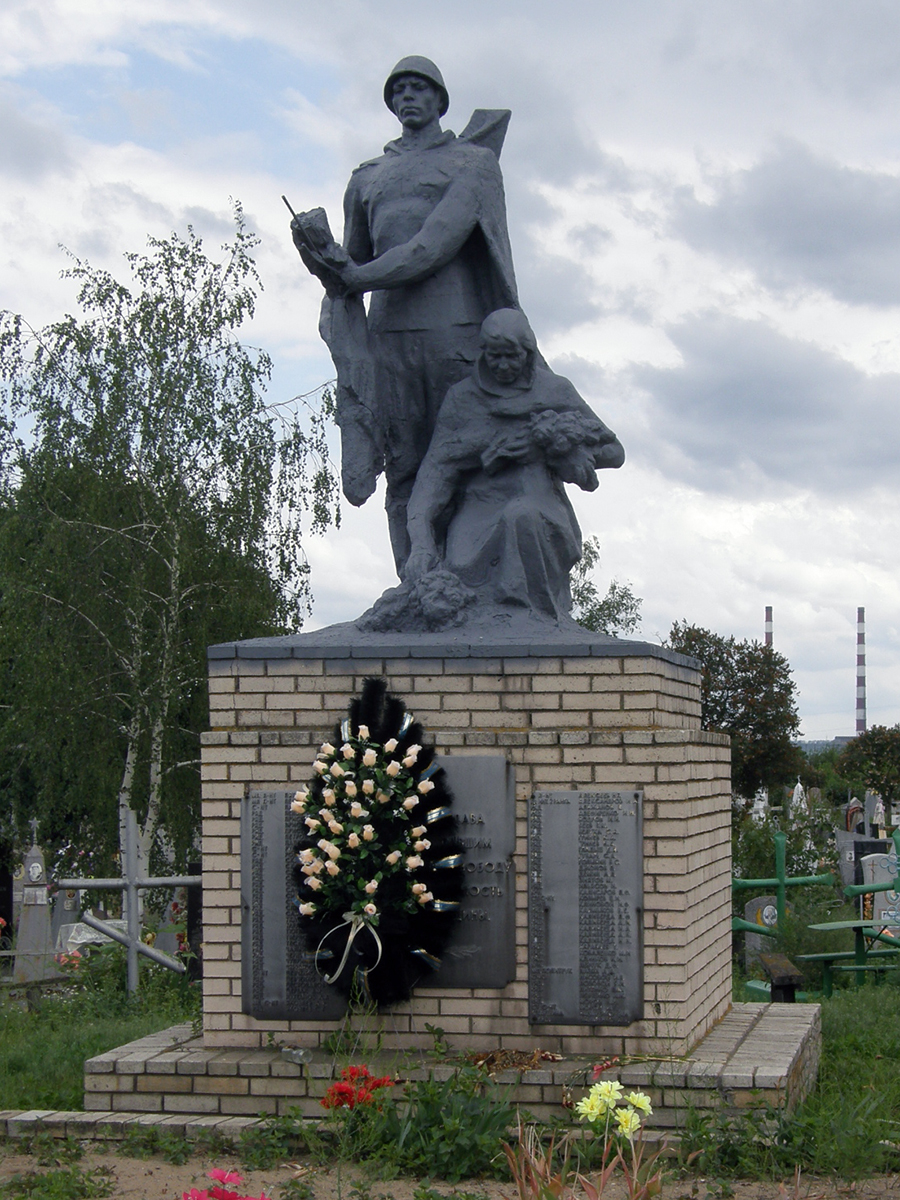
Monument aux morts des soldats soviétiques du front du Sud et du front du Sud-Ouest.

Cette localité se trouve au nord-est de Slaviansk, au bord de la rivière Kazionny Torets, non loin de sa confluence avec la rivière Donets.
La localité est également jouxtée à l'est par le Canal Siversky Donets-Donbass, qui relie la rivière Donets au fleuve Kalmious. Ce canal alimente en eau potable une part du Donbass ainsi que les nombreuses industries de la région.

## Histoire
Au début du XXe siècle, V.F. Spessivtsev a procédé à des fouilles et a découvert ici les vestiges d'une colonie de la Horde d'Or. On y retrouvé les restes d'une mosquée, des bâtiments en briques. Des pièces de monnaie de la Horde d'or de 1356-1384 ont été trouvées dans ces restes. Des sépultures de nomades ont également été explorées dans les alentours de ce site.
Le village de Raïgorodok (raï signifie « paradis » et gorodok signifie « petit bourg ») est fondé avant 1650 par les cosaques zaporogues pour défendre la région. L'endroit est détruit à l'époque de la révolte de Boulavine et devient une slobode. Le village est construit un peu plus loin en 1736 à cause des crues du Donets.
En 1899, Raïgorodok est une sloboda de l'ouïezd d'Izioum dans le gouvernement de Kharkov et compte 2 200 habitants. Du 1er septembre au 25 octobre 1917, la localité fait partie de la république russe. Par la suite, après la révolution d'Octobre, les événements de la guerre civile russe la font changer de camp plusieurs fois de suite. Du 29 avril au 14 décembre 1918, Raïgorodok se retrouve dans le hetmanat ukrainien forgé par l'armée de l'Empire allemand et à partir de 1922 dans la nouvelle république socialiste soviétique d'Ukraine faisant partie de l'URSS.

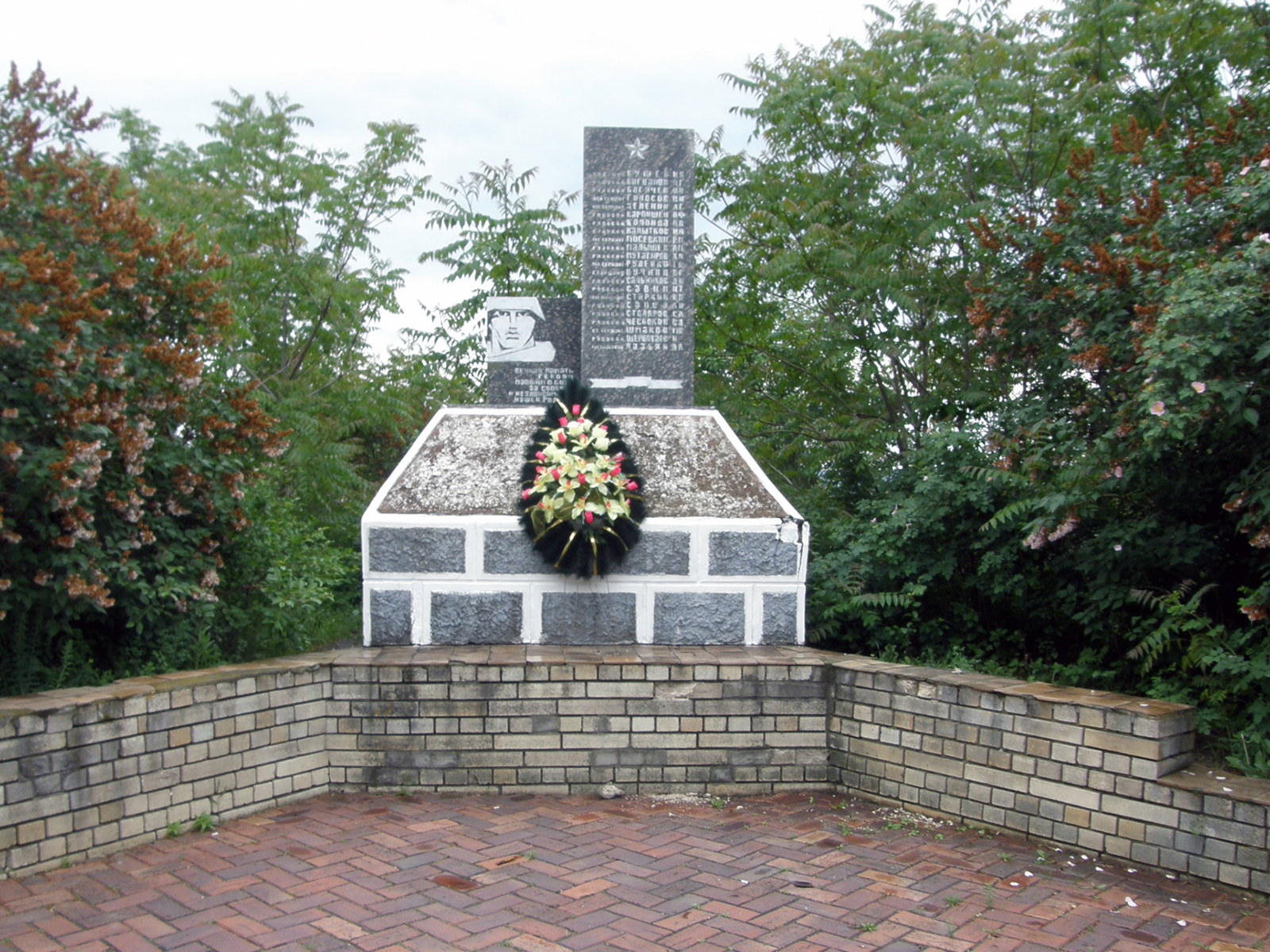
Monument aux morts de Raïgorodok pendant la Grande Guerre patriotique.

Raïgorodok obtient son statut de commune de type urbain le 27 octobre 1938.
Pendant la Grande Guerre patriotique (1941-1945), la commune est occupée par la Wehrmacht pendant six mois et libérée le 21 janvier 1942 par la 57e armée du front du Sud du général-lieutenant Dmitri Riabychev dans le cadre de l'opération Barenkovo-Lozovskaïa du 18 au 31 janvier 1942.
En janvier 1989, la commune abritait 4 227 habitants et au 1er janvier 2013 elle ne comptait plus que 3 582 habitants.

## Transport
La gare de Pridonetskaïa se trouve sur le territoire de la commune sur la ligne Lyman-Slaviansk du chemin de fer de Donetsk.

## Administration
Raïgorodok est le chef-lieu administratif du conseil de commune de Raïgorodok dont font partie également les villages de Donetskoïé, Karpovka et Seleznevka.

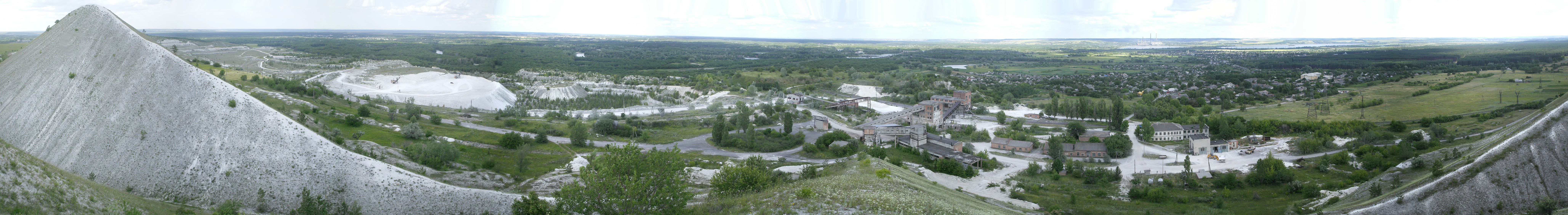
Vue de Raïgorodok.